# Mizongquan
Il Mizongquan (迷踪拳, pugilato del far perdere le tracce) è uno stile di arti marziali cinesi del nord della Cina, con molti praticanti in Hebei e Shandong.  
È anche chiamato Yanqingquan (燕青拳, pugilato di Yan Qing) o ancora Mizongquan (迷宗拳, pugilato dell'antenato perduto o 秘宗拳, pugilato dell'antenato segreto). Il nome Yanqingquan deriverebbe per alcuni da Yan Qing, un personaggio dello Shui hu zhuan, per altri deriverebbe dal fatto che lo stile era praticato nell'area delle contee di Yanzhou (燕州) in Shandong e di Qingxian (青县) in Hebei.
Il nome Pugilato dell'antenato perduto (迷宗拳) si riferirebbe invece al fatto che le origini di questo stile non sono conosciute.

## Leggende
Oggi circolano ancora molte leggende sul Mizongquan.
- 1. Secondo alcuni esso è stato creato da Jinnaluo, un monaco del monastero Shaolin. Il nome in origine sarebbe stato Mizuquan e sarebbe in seguito stato chiamato Yanqingquan perché Jinnaluo avrebbe preso questo nome religioso.
- 2. Un'altra leggenda racconta che tra la fine dell'epoca della dinastia Sui e l'inizio della dinastia Tang Yan Qing e Chen Zhijing si dovettero rifugiare a Shaolin dove impararono il pugilato. Quando essi insegnarono questo pugilato lo chiamarono rispettivamente Yanqingquan e Mizongquan.
- 3. Un'altra tradizione racconta che durante la dinastia Song, Lu Junyi della prefettura di Daming in Hebei avrebbe appreso questo pugilato a Shaolin. In un'epoca successiva Yan Qing modificherà questo stile e lo chiamerà Yanqingquan. Dopo che questa scuola prese parte alla ribellione di Liangshan, essa fu interdetta e cambiò nome in Mizongquan. Oltre Lu Junyi, in questo periodo si racconta che praticavano questo stile Zhou Tong (周侗) e Lin Chong (林冲).
- 4. Una quarta leggenda racconta che Yan Qing, inseguito dai soldati imperiali, dovette dissimulare le proprie impronte nella neve, perciò il suo stile venne chiamato Mizongyi, “l'arte di far perdere le tracce”.
- 5. Per un altro racconto un monaco che si ritirò a meditare su una montagna, ebbe modo di osservare i movimenti delle scimmie che combattevano giocando tra loro ed al proprio ritorno creò lo Yanqingquan.

Nonostante i loro toni favolistici, queste leggende indicano che il Mizongquan trae la propria origine dal monastero Shaolin.

## Storia
Il Mizongquan fu insegnato da Sun Tong (孙通), originario di Tai'an in Shandong, nell'area di Cangzhou in Hebei, durante il regno di Qianlong della dinastia Qing. 
Sun Tong insegnò a Chen Wanshan (陈善), la cui branca di questo stile ebbe personaggi importanti ammessi con diversi ruoli al Zhongyang Guoshu Guan di Nanchino: Guo Xishan; Li Yuanzhi (李元智); Sun Yuming; Li Linchun; Li Shuting; Chen Fengqi; Zhao Peng; Jiang Rongqiao; Zhu Liane.
Il famosissimo maestro Huo Yuanjia praticava un'altra branca di questo stile.

## Scuole
Di Mizongquan esistono diverse scuole. Le più importanti sono:
- Chen Shan pai (陈善派, scuola di Chen Shan)

Diffusa nell'area di Cangzhou in Hebei.
I Taolu a mano nuda sono: Lianshouquan (练手拳); Xiao Jinquan (小进拳); Da Wuhuquan (大五虎拳); Xiao Wuhuquan (小五虎拳); Baoquan (豹拳); Mianzhangquan (绵掌拳); Bazhequan (八折拳); Badaquan (八打拳); Taohuanquan (套环拳); Hezhanquan (合战拳); ecc.
I Taolu con armi sono: Mizong changgun (秘宗长棍); Simendao (四门刀); shuangdao (双刀); dadao (大刀); Erlang gun (二郎棍); sanlutiao (三路条); liulutiao (六路条); dan guai (单拐); shuang guai (双拐); shiba gou (十八钩); Bagua qimen qiang (八 卦奇门枪); ecc.
- Huojiapai (霍家派, scuola della famiglia Huo) anche detto Huoshi mizongquan (霍氏迷踪拳) o Mizong Luohanquan (迷踪罗汉拳). Il più famoso esponente di questa scuola è stato Huo Yuanjia. La famiglia Huo risiedeva a Jinghaixian (静海县) in Hebei. Oggi Feng Liangyu (馮良玉) è un rappresentante di questo ramo.[1]
- Zhang Yaoting pai (张耀庭派, scuola di Zhang Yaoting)

Scuola originaria sempre di Cangzhou. Questa branca a Qingzhou (青州) nello Shandong prende il nome di Yanqing Shenchui Pai (燕青神捶派, scuola dei colpi spirituali di Yanqing) ed a Tianjin (天津) di Yanqing cun ba fan pai (燕青寸八番派).
Questa branca presta particolare attenzione alle tecniche di Qinna (擒拿) e ai metodi per colpire i Dianxue (点穴).

## Shaolin Yanqingquan
A Shaolin oggi è praticata una forma chiamata Yanqingquan. In un libro dedicato ed intitolato a questa forma Gengjun ne descrive la storia rifacendosi alla leggenda di Lu Junyi, che nell'epoca Song, l'avrebbe insegnato a Yan Qing.

## Curiosità
- In Virtua Fighter 4 il personaggio Pai Chan pratica lo stile Mizongquan, chiamato in Giapponese Ensei-ken. Tale tecnica è effettuata anche nella serie animata e il nome giapponese è mantenuto anche nell'edizione italiana.

### Video
- Li Yuchuan dimostra esercizi in coppia, su youtube.com.
- Wang Zhihai Yanqingquan, su youtube.com.
- Shandong Mizongyi, su youtube.com.
- Saholin mizongquan yilu, su youtube.com.
- Shaolin mizongquan erlu, su youtube.com.
- Yanqingquan Lianshouquan dimostrato da Chen Fengqi, su youtube.com.
- Yanqingquan Mianzhengquan, su youtube.com.
- Yanqingquan Jiazi, su youtube.com.